# Tasmanogobius
A Tasmanogobius a sugarasúszójú halak (Actinopterygii) osztályának sügéralakúak (Perciformes) rendjébe, ezen belül a gébfélék (Gobiidae) családjába és a Gobiinae alcsaládjába tartozó nem.

## Rendszerezés
A nembe az alábbi 3 faj tartozik:
- Tasmanogobius gloveri Hoese, 1991
- Tasmanogobius lasti Hoese, 1991
- Tasmanogobius lordi Scott, 1935 - típusfaj